# Xã Walnut Lake, Quận Faribault, Minnesota
Xã Walnut Lake (tiếng Anh: Walnut Lake Township) là một xã thuộc quận Faribault, tiểu bang Minnesota, Hoa Kỳ. Năm 2010, dân số của xã này là 214 người.